# Coccothorax quadrinodosus
Coccothorax quadrinodosus là một loài bọ cánh cứng trong họ Cerambycidae.